# Isabelle Fuhrman
Pour les articles homonymes, voir Fuhrman.
Isabelle Fuhrman [ˈizɛbəl ˈfərman], née le 25 février 1997 à Washington, est une actrice et productrice américaine.

## Biographie

### Enfance
Melinda Evelyn-Isabelle Fuhrman est née à Washington, le 25 février 1997, et a grandi à Atlanta. Elle est la fille d'Elina Kozmits (en), journaliste qui a émigré d'URSS (république socialiste soviétique moldave) et qui a travaillé pour CNN. Son père, Nick Fuhrman, est un ancien candidat politique et consultant d'affaires,.

### Débuts précoces (2004-2009)
Elle a commencé sa carrière à l'âge de sept ans. Elle est apparue dans la série télévisée Justice en 2006, a joué le personnage de Grace O'Neil. Sa première apparition fut dans le film Hounddog en 2007, où joue le personnage de Grasshopper. En 2009, elle obtient un rôle dans la série Ghost Whisperer. Sa performance en tant que Gretchen Dennis lui a valu une nomination pour Young Artist Award. Elle participera au Jay Leno Show la même année.

### Révélation cinématographique (2009-)
Un an après, elle est le personnage principal du thriller Esther, réalisé par Jaume Collet-Serra, tourné au Canada. C'est le film qui la révèle. Elle joue le personnage d'Esther, une orpheline adoptée qui cache un très lourd secret, elle donne la réplique à Vera Farmiga et Peter Sarsgaard.
Entre 2009 et 2010, elle apparaît dans les films Children of the Corn et Pleading Guilty, elle enregistre sa voix pour The Cleveland Show, et pour le personnage de Shelly dans le film d'animation Le Voyage extraordinaire de Samy.
En 2011, elle joue dans la série The Whole Truth. Une nouvelle fois, elle joue un personnage important, appelée Angie Vancouver, dans le film Salvation Boulevard.
En 2012, elle joue le personnage de Clove dans le film Hunger Games, adapté d'un livre de Suzanne Collins dont elle est fan, réalisé par Gary Ross. Elle était d'abord allée postuler pour interpréter Katniss mais, âgée de 15 ans, elle était trop jeune pour le rôle. Elle a cependant été rappelée pour passer le casting pour le rôle de Clove, jeune fille qui participe au Hunger Games. Le 15 mai 2012, il avait été annoncé que l'actrice serait en vedette dans le prochain remake du film d'horreur Suspiria sorti en 1977 . Cependant, il avait ensuite été annoncé que le film avait un problème juridique, et qu'il serait retardé voire annulé.
La même année, elle est dans le film The Between, avec Joel Courtney (Super 8), dans le rôle de Michelle. Elle a également joué dans le film de M. Night Shyamalan, After Earth, avec Will Smith et son fils Jaden; et tient le rôle principal dans l'adaptation du roman d'horreur de Stephen King, Cell.
En 2022, après son premier succès mondial, elle reprend le rôle principal du film Esther (2009) dans le préquel Esther 2 : Les Origines (Orphan: First Kill), 13 ans plus tard.

## Militante
En 2010, Isabelle a été approchée par l’association Save the Children pour représenter leur projet "Caps for Good". Elle et plusieurs bénévoles de Save the Children ont aidé à tricoter des centaines de bonnets pour bébés dans le but de réduire le taux de mortalité des nouveau-nés dans les pays en développement.
Elle fait partie du conseil consultatif de la Love & Art Kids Foundation, une organisation à but non lucratif basée à Los Angeles.

## Filmographie

### Cinéma
- 2007 : Hounddog de Deborah Kampmeier : Grasshopper
- 2009 : Esther (Orphan) de Jaume Collet-Serra : Esther / Leena Klammer
- 2010 : Le Voyage extraordinaire de Samy de Ben Stassen : Shelly (voix)
- 2011 : Salvation Boulevard de George Ratliff : Angie
- 2012 : Hunger Games de Gary Ross : Clove
- 2012 : The Between de Giorgio Serafini : Michelle
- 2013 : After Earth : Rayne, une apprentie Ranger
- 2013 : La Colline aux coquelicots de Gorō Miyazaki : Sora Matsuzaki (voix)
- 2013 : All the Wilderness de Michael Johnson : Val
- 2016 : Dear Eleanor de Kevin Connolly : Max
- 2016 : Cell Phone (Cell) de Tod Williams : Alice
- 2017 : 1 Night de Minhal Baig : Bea
- 2017 : Hellbent de Tjardus Greidanus : Danni
- 2018 : Blackwood, le pensionnat (Down a Dark Hall) de Rodrigo Cortés : Izzy
- 2021 : Escape Game 2 : Le monde est un piège (Escape Room: Tournament of Champions) de Adam Robitel : Claire (version longue uniquement)
- 2021 : The Novice de Lauren Hadaway : Alex Dall
- 2022 : Esther 2 : Les Origines (Orphan: First Kill) de William Brent Bell : Esther Albright / Leena Klammer
- 2024 : Horizon : Une saga américaine, chapitre 1 (Horizon: An American Saga – Chapter 1) de Kevin Costner : Diamond Kittredge
- 2024 : Horizon : Une saga américaine, chapitre 2 (Horizon: An American Saga – Chapter 2) de Kevin Costner : Diamond Kittredge
- 2025 : Unit 234 d'Andy Tennant : Laurie Saltair

### Télévision

#### Séries télévisées
- 2006 : Justice : Grace O'Neil
- 2008 : Ghost Whisperer : Gretchen Dennis
- 2011 : The Whole Truth : Lyric Byrne
- 2015 - 2016 : Masters of Sex : Tessa Johnson

#### Téléfilm
- 2010 : Pleading Guilty de Jon Avnet : Carrie

### Jeux vidéo
- 2012 : Hitman: Absolution : Victoria (voix)

## Voix françaises
| En France - Émilie Rault dans : - Esther - Blackwood, le pensionnat - The Novice - Esther 2 : Les Origines | Et aussi - Karine Foviau dans The Whole Truth (série télévisée) - Joséphine Ropion dans Hunger Games - Chloé Renaud dans Cell Phone - Laëtitia Coryn dans Escape Game 2 : Le monde est un piège |

Au Québec
| - Juliette Mondoux dans Esther |